# 因島警察署
因島警察署（いんのしまけいさつしょ）は、かつて広島県警察が管轄していた警察署の一つである。2018年に尾道警察署へ統合され、尾道警察署因島分庁舎（おのみちけいさつしょいんのしまぶんちょうしゃ）に変更された。

## 管轄区域
- 尾道市のうち、因島・瀬戸田地域

## 沿革
- 1875年4月、御調郡重井村（現在の尾道市因島重井町）に尾道警察署管轄の屯所が設置される（その後中庄→土生〔1906年 - 〕と移転）。
- 1926年6月、因島警察署を設置する。
- 1948年1月、警察法施行により因島警察署を廃止する。御調郡田熊・土生・三庄各町に自治体警察署が設けられ、大浜・重井・中庄・三浦各村は国警御調地区警察署の管轄になる。

※御調郡三浦村は1948年5月に三庄町（椋浦）と中庄村（鏡浦・外浦）に分割されて消滅した。
- 1951年10月、田熊・土生・三庄の各自治体警察署が廃止され、因島警察署が再設置される。
- 1953年5月、御調郡田熊・土生・三庄各町及び大浜・重井・中庄各村、豊田郡東生口村が対等合併して因島市が発足する。
- 1954年7月、新警察法が施行されたことにより広島県警因島警察署になる。
- 1956年10月、忠海警察署の廃止により同警察署の管轄下にあった豊田郡瀬戸田町が因島警察署の管轄になる。
- 1966年3月、現在地に新築移転した。
- 2002年4月、合理化により大浜・三庄南両駐在所が廃止される。
- 2006年1月、管轄区域の全部分が尾道市に編入される。
- 2018年4月、尾道警察署に統合し、因島分庁舎を設置する。

## 交番
（）内は所在地。
- 瀬戸田交番（尾道市瀬戸田町瀬戸田）
  - 尾道市のうち瀬戸田町高根、瀬戸田町沢、瀬戸田町鹿田原、瀬戸田町瀬戸田、瀬戸田町垂水、瀬戸田町中野、瀬戸田町林、瀬戸田町福田、瀬戸田町名荷

## 駐在所
（）内は所在地。
- 生口駐在所（尾道市因島洲江町）
  - 尾道市のうち因島洲江町、因島原町
- 重井駐在所（尾道市因島重井町）
  - 尾道市のうち因島大浜町、因島重井町
- 田熊駐在所（尾道市因島田熊町）
  - 尾道市のうち因島田熊町
- 中庄駐在所（尾道市因島中庄町）
  - 尾道市のうち因島鏡浦町、因島外浦町、因島中庄町
- 三庄北駐在所（尾道市因島三庄町）
  - 尾道市のうち因島三庄町、因島椋浦町
- 宮原駐在所（尾道市瀬戸田町宮原）
  - 尾道市のうち瀬戸田町荻、瀬戸田町御寺、瀬戸田町宮原